# Handrangi, Arkalgud
Handrangi là một làng thuộc tehsil Arkalgud, huyện Hassan, bang Karnataka, Ấn Độ.